# Extéro-conditionnement
L'extéro-conditionnement est un concept de la philosophie de Jean-Paul Sartre qui décrit l'action de transmission d'informations d'un groupe sur un autre dans le but de les conditionner socialement. Il ne s'agit pas d'un pouvoir de contrainte mais de l'utilisation par un groupe déterminé d'outils d'influence.

## Un modèle d'action commune

### Une médiation d'un groupe par l'autre
L'extéro-conditionnement désigne l'influence par un groupe souverain sur des collectifs. Il vise à maintenir les collectifs sous contrôle par une amplification de leur inertie ; la méthode d'influence peut prendre des formes diverses telles que la propagande, la publicité, la diffusion d'informations fausses ou biaisées, le bourrage de crânes, etc. Ce conditionnement pousse les individus sériels à la passivité, c'est-à-dire à suivre sans réfléchir, par exemple une mode dictée de l'extérieur.
De manière concrète, un groupe est conditionné par la médiation d'un autre. Le groupe des lecteurs de romans, par exemple, est conditionné par le groupe des critiques littéraires en vue qui font la pluie et le beau temps du monde de l'édition. La praxis individuelle est engluée dans une praxis collective.

### Une pensée de l'institution
Ce concept permet à Sartre de développer un nouveau modèle de l'action commune avec comme base la capacité d'influence des uns sur les autres. Sa pensée s'inscrit dans le cadre de l'institution, car il est centré sur des groupes. Sartre pense que le groupe souverain, qui domine l'ensemble des collectifs, réalise leur unité, car à chaque fois que les collectifs sont menacés de divisions en séries divergentes (les acheteurs et les vendeurs, par exemple), l'extéro-conditionnement agit, utilisé par le groupe souverain. Le groupe souverain, qui assure le fonctionnement de l'institution, est nécessaire à la société car les séries sont impuissantes à maintenir une unité. 

## Un outil d'aliénation

### Une aliénation politique et économique
Sartre reprend l'analyse marxiste de l’État pour l'adapter à son concept d'extéro-conditionnement. Il considère que, dans les anciennes sociétés, qu'il appelle "directoriales", l'extéro-conditionnement est instrumentalisé par le souverain pour unifier la société au-delà de ses divisions ; le groupe souverain utilise ces divisions pour se maintenir. Dans les sociétés modernes capitalistes, l'extéro-conditionnement permet un "dirigisme de la consommation".
Dans un entretien avec un journal étudiant de 1962, Sartre précise sa pensée économique en lien avec l'extéro-conditionnement. Il y soutient que le conditionnement du consommateur est fondamentalement un conditionnement par l'extérieur, le néocapitalisme cherchant à orienter la demande sur les biens qu'il souhaite écouler. A contrario, un conditionnement intérieur peut être façonné par les valeurs ; il prend alors l'exemple du religieux ascète qui suit une règle qu'il s'est lui-même fixé.

### Une aliénation envers les autres
L'extéro-conditionnement est un élément central de la pensée sartrienne de l'aliénation en société. Ce conditionnement est une aliénation car elle "détermine l'individu sériel à faire comme les Autres pour se faire le Même qu'eux. Mais en faisant comme les Autres, il écarte toute possibilité d'être le Même, sinon en tant que chacun est autre que les Autres et autre que lui". Sartre enrichit ainsi sa pensée de l'aliénation, qui n'était jusqu'à présent conçue que comme l'objectivation dans la matérialité par le travail (cf. le concept de "pratico-inerte"), en instaurant une dimension macrosociale à sa théorie de la domination. L'aliénation, c'est par conséquent aussi recevoir de l'Autre sa loi.
La dimension de l'ignorance de cette aliénation est importante. Il ne s'agit pas d'une contrainte exercée, mais bien d'une modification du vouloir, qui conduit à une aliénation dirigée par soi-même contre soi-même. Sartre écrit ainsi que "l'extéro-conditionnement des individus fait qu'ils font d'eux-mêmes ce que les autres sont". Chacun, en croyant agir librement, est en fait conditionné par l'institution.